# Fascinatie met de dood

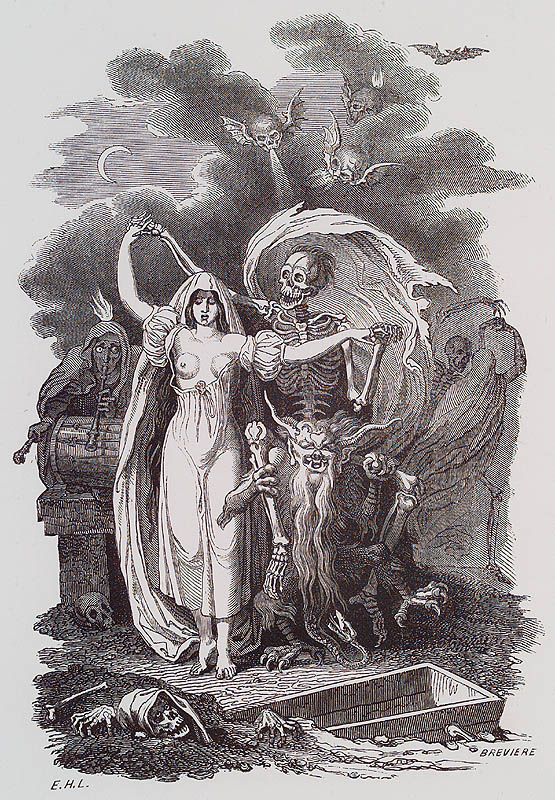
Verleidelijke dood door Eustache-Hyacinthe Langlois

Fascinatie met de dood is in de hele menselijke geschiedenis ontstaan en wordt gekenmerkt door obsessies met de dood en alles wat met de dood en het hiernamaals te maken heeft.
Vroeger en nu vormen mensen cultussen rond de dood en fenomenen als Anubis, Osiris, Hades en La Santa Muerte hebben allemaal grote aantallen volgelingen gehad. La Santa Muerte (Heilige Dood), de personificatie van de dood, wordt tegenwoordig door velen aanbeden in Mexico en andere landen in Centraal-Amerika. De Mexicaanse Dag van de Doden, die de doden herdenkt, combineert precolumbiaanse en katholieke tradities, aansluitend op de Europese Allerheiligen en Allerzielen, die eveneens wijzen op de dood en het hiernamaals, zij het meer ingetogen.

## Geschiedenis
De oude Egyptenaren zijn het meest bekend om hun fascinatie voor de dood door hun doden te mummificeren en prachtige graftombes, zoals de Piramiden van Gizeh, te bouwen voor hun doden. Veel van hun godheden waren gerelateerd aan de dood, zoals: Ammit, de verslinder van onwaardige zielen; Anubis, de bewaker van de Necropolis en bewaarder van vergiften, medicijnen en kruiden; en Osiris, de koning van de doden.
De Griekse onderwereld, Hades, werd geregeerd door de god Hades en had vijf rivieren die er doorheen stroomden. De rivieren waren: Acheron, rivier van verdriet; Cocytus, rivier van klaagzang; Lethe, rivier van vergetelheid; Phlegethon, rivier van vuur; Styx, rivier van haat. De Onderwereld had begeleiders die, hoewel ze geen heersers waren, belangrijke goden en wezens waren. De Erinyen waren vrouwelijke geesten die wraak namen op mensen die bepaalde misdaden hadden begaan. Keres waren vrouwelijke geesten van dood en verderf. Persephone was de godin van de onderwereld en de echtgenote van Hades. Van Thanatos, de god van de dood, werd gezegd dat hij donkere gewaden droeg.
De Vikingen geloofden dat als een krijger stierf in de strijd, hij werd meegenomen naar het Noorse hiernamaals: de hal van Walhalla, waar de krijgers zich zouden voorbereiden op Ragnarok, de strijd aan het einde van de wereld. Er werden runenstenen opgericht om bijzonder dappere krijgers te herdenken. Dood in de slaap (een "strodood") werd als oneervol beschouwd.

### Moderne westerse cultuur

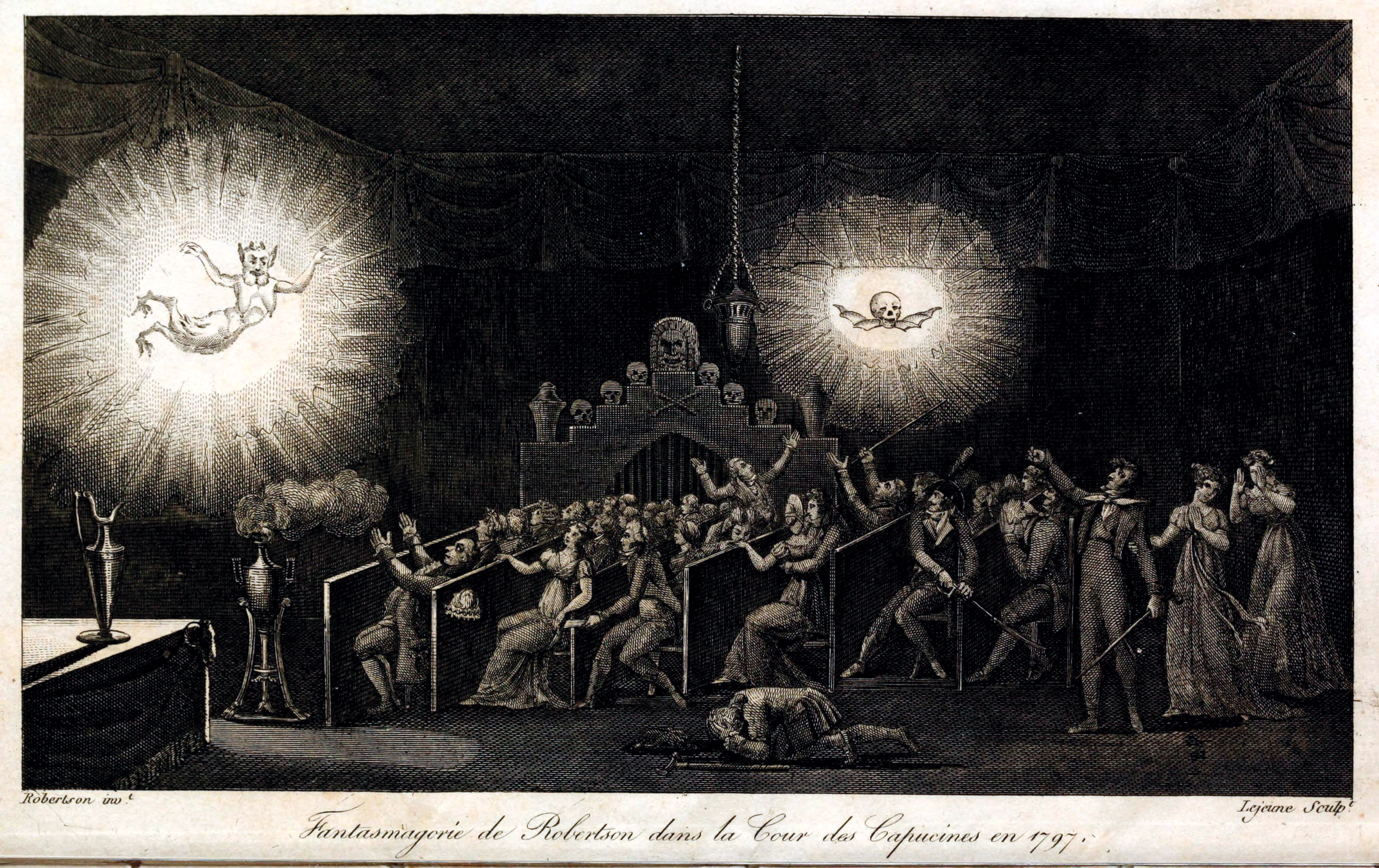
Étienne-Gaspard Robert bood fantasmagorieën met skeletten en geesten. Een gravure uit 1831 van een voorstelling uit 1797 in Parijs.

In het begin van de 20e eeuw was het gebruikelijk om seances te houden tijdens etentjes. Een seance is een evenement waarbij een groep mensen (drie of meer) probeert te communiceren met de doden via één persoon uit de groep, die bekend staat als een medium.
Tegenwoordig zijn er een aantal auteurs die het hebben over de fascinatie die mensen hebben voor de dood. "Als het bloedt, leidt het" is een uitdrukking die hiermee samenhangt, wat betekent dat in de massamedia het meeste materiaal gebaseerd is op de dood. Bijvoorbeeld: dood en misdaad zijn bijna altijd een onderwerp in het nieuws. De subculturen goth en metal worden vaak geassocieerd met dood en sterven.
Daniel Kahneman en anderen hebben de psychologie hierachter bestudeerd. Mensen kopen bijvoorbeeld verzekeringen en nemen andere beslissingen op basis van wat in hun hoofd opkomt, bijvoorbeeld het eerder geregistreerde hoogwaterpeil voor een overstroming, waarbij ze zelden rekening houden met het feit dat iets ergers mogelijk is en in veel gevallen uiteindelijk waarschijnlijk is. Dit werkt samen met het managementbeleid van mediakanalen om beschikbaarheidscascades en media-voedingswoede te creëren:  Bijvoorbeeld: "Cerebrovasculair accudent veroorzaken bijna twee keer zoveel sterfgevallen als alle ongevallen samen, maar 80% van de respondenten [in een enquête] achtte de dood door een ongeval waarschijnlijker. ... [Dit komt doordat de berichtgeving in de media] zelf bevooroordeeld is qua richting van nieuwigheid en ontroering. De media geven niet alleen vorm aan wat het publiek interesseert, maar worden er ook door gevormd."
Deze fascinatie voor de dood in combinatie met het redactioneel beleid van de media heeft soms problematische gevolgen voor het overheidsbeleid. Bijvoorbeeld Vincent Sacco en anderen beschreven hoe de commerciële media in de Verenigde Staten hun redactioneel beleid in de jaren 1970 veranderden om zich meer te richten op de politierapporten. De menselijke psychologie achter "If it bleeds, it leads" betekende dat ze hun publiek konden behouden of zelfs vergroten terwijl ze de productiekosten van het nieuws konden verlagen: Onderzoeksjournalistiek is enorm duur, vooral als het een grote adverteerder beledigt. Focussen op misdaden die blijkbaar gepleegd zijn door mensen zonder wezenlijke politieke of economische macht is goedkoop.

## Necrofilie
'Necrofilie' wordt in het Engels over het algemeen gebruikt om te verwijzen naar de parafilie die geassocieerd wordt met dode lichamen, hoewel de term ook in bredere zin gebruikt wordt en in vreemde talen alleen verwijst naar 'een fascinatie met de dood'.